# IAAF Golden League

Últimas sedes de la Golden League.

La Golden League fue una serie anual de reuniones atléticas, organizada desde el año 1998 por la Asociación Internacional de Federaciones de Atletismo (IAAF). La edición celebrada en 2009 fue la última en formato de Liga de Oro y fue sustituida por una nueva serie anual, conocida como IAAF Diamond League (Liga de Diamante).
Este certamen fue creado para aumentar el perfil de las principales competiciones de atletismo, formando parte de los eventos del circuito mundial (IAAF World Athletics Tour). Los atletas que conseguían ganar su prueba en cada una de las seis reuniones de la Golden League (Berlín, Oslo, Roma, Saint-Denis, Zúrich y Bruselas) se repartían un premio de 1 millón de $. Además, los acontecimientos de la Liga de Oro otorgaban una serie de puntos válidos de cara a las finales del mencionado tour mundial. 
Durante sus doce años de existencia, la Golden League fue patrocinada por TDK, Ericsson y, finalmente, por la compañía sueca de consultoría técnica ÅF.<ref>Twelve years of the IAAF Golden League. IAAF.org. Consultado el 09-09-2009.</rлдлef>

## Palmarés
| Año           | Ganadores                | Evento/s            | Premio           |
| ------------- | ------------------------ | ------------------- | ---------------- |
| 1998 Detalles | Hicham El Guerrouj (1)   | 1500 m/milla        | $ 333,333        |
| 1998 Detalles | Haile Gebreselassie      | 5000 m/10000 m      | $ 333,333        |
| 1998 Detalles | Marion Jones             | 100 m               | $ 333,333        |
| 1999 Detalles | Wilson Kipketer          | 800 m               | $ 500,000        |
| 1999 Detalles | Gabriela Szabo           | 3000 m/5000 m       | $ 500,000        |
| 2000 Detalles | Hicham El Guerrouj (2)   | 1500 m/milla        | 12.5 kg Gold Bar |
| 2000 Detalles | Maurice Greene           | 100 m               | 12.5 kg Gold Bar |
| 2000 Detalles | Trine Hattestad          | Javalina            | 12.5 kg Gold Bar |
| 2000 Detalles | Tatyana Kotova           | Salto de longitud   | 12.5 kg Gold Bar |
| 2001 Detalles | André Bucher             | 800 m               | 8.33 kg Gold Bar |
| 2001 Detalles | Hicham El Guerrouj (3)   | 1500 m/milla/2000 m | 8.33 kg Gold Bar |
| 2001 Detalles | Allen Johnson            | 110 m vallas        | 8.33 kg Gold Bar |
| 2001 Detalles | Marion Jones (2)         | 100 m               | 8.33 kg Gold Bar |
| 2001 Detalles | Violeta Szekely          | 1500 m              | 8.33 kg Gold Bar |
| 2001 Detalles | Olga Yegorova            | 3000 m/5000 m       | 8.33 kg Gold Bar |
| 2002 Detalles | Hicham El Guerrouj (4)   | 1500 m              | 12.5 kg Gold Bar |
| 2002 Detalles | Ana Guevara              | 400 m               | 12.5 kg Gold Bar |
| 2002 Detalles | Marion Jones (3)         | 100 m               | 12.5 kg Gold Bar |
| 2002 Detalles | Felix Sánchez            | 400 m vallas        | 12.5 kg Gold Bar |
| 2003 Detalles | Maria de Lurdes Mutola   | 800 m               | $ 1,000,000      |
| 2004 Detalles | Christian Olsson         | Triple salto        | $ 500,000        |
| 2004 Detalles | Tonique Williams-Darling | 400 m               | $ 500,000        |
| 2005 Detalles | Tatyana Lebedeva         | Triple salto        | $ 1,000,000      |
| 2006 Detalles | Asafa Powell             | 100 m               | $ 249,999*       |
| 2006 Detalles | Jeremy Wariner           | 400 m               | $ 249,999*       |
| 2006 Detalles | Sanya Richards           | 400 m               | $ 249,999*       |
| 2006 Detalles | Kenenisa Bekele          | 5000 m              | $ 83,333*        |
| 2006 Detalles | Tirunesh Dibaba          | 5000 m              | $ 83,333*        |
| 2006 Detalles | Irving Saladino          | Salto de longitud   | $ 83,333*        |
| 2007 Detalles | Yelena Isinbáyeva        | Pértiga             | $ 500,000        |
| 2007 Detalles | Sanya Richards (2)       | 400 m               | $ 500,000        |
| 2008 Detalles | Pamela Jelimo            | 800 m               | $ 1,000,000      |
| 2009 Detalles | Sanya Richards (3)       | 400 m               | $ 333,333        |
| 2009 Detalles | Yelena Isinbáyeva (2)    | Pértiga             | $ 333,333        |
| 2009 Detalles | Kenenisa Bekele (2)      | 3000 m/5000 m       | $ 333,333        |

## Pruebas en 2009
| Fecha           | Prueba                      | Estadio                  | Ciudad      | País     |
| --------------- | --------------------------- | ------------------------ | ----------- | -------- |
| 14 de junio     | Internationales Stadionfest | Olympiastadion           | Berlín      | Alemania |
| 3 de julio      | Bislett Games               | Estadio Bislett          | Oslo        | Noruega  |
| 10 de julio     | Golden Gala                 | Estadio Olímpico de Roma | Roma        | Italia   |
| 17 de julio     | Meeting Areva               | Stade de France          | Saint-Denis | Francia  |
| 28 de agosto    | Weltklasse Zürich           | Letzigrund               | Zürich      | Suiza    |
| 4 de septiembre | Memorial van Damme          | Estadio Rey Balduino     | Bruselas    | Bélgica  |